# Ádám Farkas (Volkswirt)
Ádám Farkas [ˈaːdaːm ˈfɒrkɒʃ] (* 7. März 1968 in Budapest) ist ein ungarischer Volkswirt. Er war von 2011 bis Anfang 2020 Exekutivdirektor der Europäischen Bankenaufsichtsbehörde und wechselte anschließend als Lobbyist zur Finanzindustrie.

## Leben
Farkas wurde 1968 geboren. Er studierte Volkswirtschaftslehre und bekam einen Doktorgrad für Finanzen an der Corvinus-Universität in Budapest. Im Jahr 1991 begann er seine Karriere als Assistenzprofessor an der Universität von Budapest im Fachbereich Wirtschaftswissenschaften, in dieser Zeit war er auch als Berater verschiedener Finanzinstitute in London und Budapest tätig. Von 1997 bis 2001 war er Managing Director bei der Ungarischen Nationalbank. In den Jahren 2002 bis 2005 war er Co-CEO der CIB Bank Ltd., einer Tochter der italienischen Bank Intesa Sanpaolo. Danach wurde er von der Allianz mit der Errichtung einer Geschäftsbank in Ungarn betraut.
Bis 2009 war er anschließend Mitglied des Aufsichtsrates und Vorsitzender des Prüfungsausschusses bei der Magyar Telekom, einer Tochter der Deutschen Telekom.
2011 wurde er schließlich Exekutivdirektor der Europäischen Bankenaufsichtsbehörde EBA.
Nach Aussage von Farkas hat sich die Kapitalsituation der europäischen Banken im Lauf des Jahres 2012 deutlich entspannt, und die Banken konnten bis Februar 2013 ihr hartes Kernkapital um insgesamt 200 Mrd. € erhöhen.
Im Herbst 2019 kündigte der Lobbyverband Association for Financial Markets in Europe Farkas Wechsel zum Februar 2020 an. Als Reaktion attestierte die EU-Bürgerbeauftragte Emily O’Reilly der EBA „Missstände der Verwaltungstätigkeit“. Unter anderem hatte es die Behörde versäumt, ein befristetes Betätigungsverbot für Spitzenmanager einzuführen.